# Крістоф Дім
Крістоф Дім (нім. Christoph Diehm; 1 березня 1892, Роттенаккер — 21 лютого 1960, Роттенаккер) — німецький офіцер, бригадефюрер СС, генерал-майор військ СС і поліції.

## Біографія
Син фермерів. Учасник Першої світової війни. В 1918 році вступив у фрайкор. Член НСДАП (Квиток №212 531). З 1929 року — ад'ютант командування СА у Вюртемберзі. З 1931 року — керівник групи СА «Південний Захід». В 1932 році перевівся в СС (посвідчення №28 461). і 22 березня призначений командиром 10-го абшніту СС в Штутгарті. З 15 липня 1933 року — командир 19-го абшніту СС в Карлсруе, з 15 березня 1936 по 1 березня 1939 року — 1-го абшніту в Мюнхені. З 1932 року — член Вюртемберзького ландтагу, з листопада 1933 року — депутат Рейхстагу. В березні 1939 року призначений президентом поліції Готенгафена, в жовтні 1941 року — Меца-Саарбрюккена. З 25 січня 1944 року — керівник СС і поліції Житомира, з 25 лютого —Львівського району. З 28 серпня по 27 вересня 1944 року — командир 29-ї гренадерської дивізії військ СС, одночасно з 16 вересня 1944 по 18 січня 1945 року виконував обов'язки вищого керівника СС і поліції в Бельгії-Північній Франції, з жовтня 1944 року — одночасно керівник СС і поліції Істрії. 8 травня 1945 року взятий в полон радянськими військами. В січні 1954 року звільнений.

## Звання
- Оберфюрер СС (березень 1932)
- Бригадефюрер СС (березень 1934)
- Генерал-майор поліції (серпень 1944)
- Генерал-майор військ СС (листопад 1944)

## Нагороди
- Залізний хрест 2-го і 1-го класу
- Орден «За заслуги» (Баварія) 4-го класу з мечами
- Нагрудний знак «За поранення» в сріблі
- Почесний хрест ветерана війни з мечами
- Почесний кут старих бійців
- Кільце «Мертва голова»
- Почесна шпага рейхсфюрера СС
- Хрест Воєнних заслуг 2-го і 1-го класу з мечами
- Застібка до Залізного хреста 2-го і 1-го класу
- Нагрудний знак «За поранення» в сріблі